# Dracaena braunii
Dracaena braunii és una espècie de Dracaena, originària del Camerun (oest de l'Àfrica tropical). El seu creixement màxim és d'1,5 m amb fulles de 15 a 25 cm i d'1,5 cm a 4 cm d'amplada. Sembla ser un dels vehicles importadors del mosquit tigre, raó per la qual se'n va restringir la importació als Estats Units, a finals del segle xx. És promocionada comercialment com a «bambú de la sort», malgrat que el bambú és d'un ordre taxonòmic diferent.